# Communauté de communes de Lévézou Pareloup
Die Communauté de communes de Lévézou Pareloup ist ein französischer Gemeindeverband mit der Rechtsform einer Communauté de communes im Département Aveyron in der Region Okzitanien. Sie wurde am 15. Dezember 2000 gegründet und umfasst zehn Gemeinden. Der Verwaltungssitz befindet sich im Ort Salles-Curan.

## Mitgliedsgemeinden
| Gemeinde                                   | Einwohner 1. Januar 2022 | Fläche km² | Dichte Einw./km² | Code INSEE | Postleitzahl |
| ------------------------------------------ | ------------------------ | ---------- | ---------------- | ---------- | ------------ |
| Alrance                                    | 333                      | 35,43      | 9                | 12006      | 12430        |
| Arvieu                                     | 765                      | 46,91      | 16               | 12011      | 12120        |
| Canet-de-Salars                            | 450                      | 29,97      | 15               | 12050      | 12290        |
| Curan                                      | 302                      | 41,18      | 7                | 12307      | 12410        |
| Saint-Laurent-de-Lévézou                   | 157                      | 23,33      | 7                | 12236      | 12620        |
| Saint-Léons                                | 427                      | 32,89      | 13               | 12238      | 12780        |
| Salles-Curan                               | 1.030                    | 93,90      | 11               | 12253      | 12410        |
| Ségur                                      | 540                      | 67,05      | 8                | 12266      | 12290        |
| Vézins-de-Lévézou                          | 650                      | 78,96      | 8                | 12294      | 12780        |
| Villefranche-de-Panat                      | 678                      | 29,13      | 23               | 12299      | 12430        |
| Communauté de communes de Lévézou Pareloup | 5.332                    | 478,75     | 11               | –          | –            |